# T. D. Kendrick
Pour les articles homonymes, voir Kendrick.
Thomas Downing "T. D." Kendrick, né le 1er avril 1895 et mort le 2 novembre 1979, est un archéologue britannique et un historien de l'art spécialiste du haut moyen âge.

## Biographie
Kendrick est né à Handsworth, une banlieue de Birmingham en Angleterre, et a fait ses études à Charterhouse School et Oriel College, Oxford, pendant un an avant la première Guerre Mondiale, au cours de laquelle il a été blessé et a atteint le grade de capitaine.
Spécialisé d'abord dans l'art préhistorique, Kendrick se tourne dans les années 1930 vers l'art Viking et anglo-saxon,pour lequel ses deux volumes d'enquête sont de longs ouvrages de référence. Kendrick a été directeur du British Museum,de 1950 jusqu'à sa retraite en 1959. Il croyait au nettoyage des objets du musée, mais cela a eu pour conséquence que de nombreux artefacts en bronze dans son département ont été nettoyés. Il était un ardent défenseur de l'art victorien, avec l'aide du poète John Betjeman et du peintre John Piper, entre autres. Les notes de Kendrick sur le vitrail victorien ont été utilisées par Nikolaus Pevsner pour sa série Buildings of England (Pevsner Architectural Guides)
Kendrick est mort à Dorchester dans le Dorset

## Publications

### Livres
- The Axe Age: a study in British prehistory (1925)
- The Druids: a study in Keltic prehistory (1927)
- A History of the Vikings (1930)
- Anglo-Saxon Art to A.D. 900 (1938)
- The Archaeology of the Channel Islands (2 Vols – 1928–38)
- Archaeology in England and Wales, 1914-1931 (1932)
- The Presidents of the Society of Antiquaries of London: with biographical notes (1945) (with Sir James Mann)
- Late Saxon and Viking art (1949)
- British Antiquity (1950)
- The 1755 Lisbon earthquake (1956)
- St. James in Spain (1960)
- Great Love for Icarus (1962) — un roman semi-autobiographique.
- Mary of Agreda: the life and legend of a Spanish nun (1967)

### Articles
- (en) T. D. Kendrick, « Notes: Portion of a basalt hone from North Wales », Society of Antiquaries of London, vol. XXI, no 1,‎ janvier 1941, p. 73 (DOI 10.1017/S0003581500095354)
- (en) T. D. Kendrick, « Notes: Gourd bottles from Sutton Hoo », Society of Antiquaries of London, vol. XXI, no 1,‎ janvier 1941, p. 73–74 (DOI 10.1017/S0003581500095366)
- (en) T. D. Kendrick, « Notes: Dug-out canoes in the British Museum », Society of Antiquaries of London, vol. XXI, no 1,‎ janvier 1941, p. 74–75 (DOI 10.1017/S0003581500095378)
- (en) T. D. Kendrick, « Notes: Fragment of a cross-head from Bath », Society of Antiquaries of London, vol. XXI, no 1,‎ janvier 1941, p. 75–76 (DOI 10.1017/S000358150009538X)